# Rictrudis de Marchiennes
Rictrudis o Rictruda (Richtrudis, Richrudis) (Basconia o Perigord, ca. 614 - Marchiennes, 688) fue una monja vasca, abadesa de Marchiennes (Flandes, hoy región del Nord-Pas-de-Calais, Francia). Es venerada como santa por diferentes confesiones cristianas.

## Biografía
Había nacido en la Gascuña o en el Perigord el año 614, de padres bascones cristianos y probablemente cercanos a los francos. Después de la derrota basconia en la rebelión del 632 o 636, uno de los nobles del ejército real procedente del norte de Francia (del actual Flandes), llamado Adalbaldo, conoció a la joven, el padre de la cual formaba parte del séquito real, o al menos era uno de los notables bascones que se sometieron a los francos. 
Se casaron, pese a la oposición de la familia de ella, y vivieron en Ostrevante (Flandes); del enlace nacieron cuatro hijos, todos ellos considerados santos: San Mauronto, abad de Bruel; Closinda, abadesa de Marchiennes (donde sucedió a su madre); Eusebia, abadesa de Hamage, y Adalsenda, que murió joven. Adalbaldo viajó al ducado de Basconia unos años después y los familiares de Rictrudis, hostiles a los francos y que consideraban el enlace como una traición, mataron al noble flamenco, que también sería canonizado.
El rey Clodoveo II pretendió casar de nuevo a Rictrudis, pero ésta decidió retirarse al monasterio de Marchiennes, en el condado de Flandes, no lejos de Arrás, que ella misma había fundado como un monasterio doble. Llegó a ser abadesa hacia el 648, cargo que conservó hasta su muerte y en el que le sucedió su hija Closinda, que había ingresado con su madre y Adalsenda. También Mauroncio, que estaba a punto de casarse, se hizo monje en este monasterio.

## Veneración
La principal fuente histórica sobre su vida es la Vita Rictrudis de Hucbaldo, encargada por la abadía de Marchiennes y escrita hacia el 907. Venerada como santa poco después de su muerte, su festividad se celebra el 12 de mayo. Se le atribuyen muchos milagros debido a su intercesión.
Fue sepultada en el monasterio de Marchiennes, y en su lápida se inscribió: "Virtutis ager, pietatis imago" ("Campo de la virtud, imagen de la piedad"). La tumba se rehízo diferentes veces. Las reliquias fueron trasladadas a París, donde se perdieron durante la Revolución francesa, en 1793. Algunas fuentes dicen que una parte de las reliquias se llevaron a Douai. 